# Wachttijd

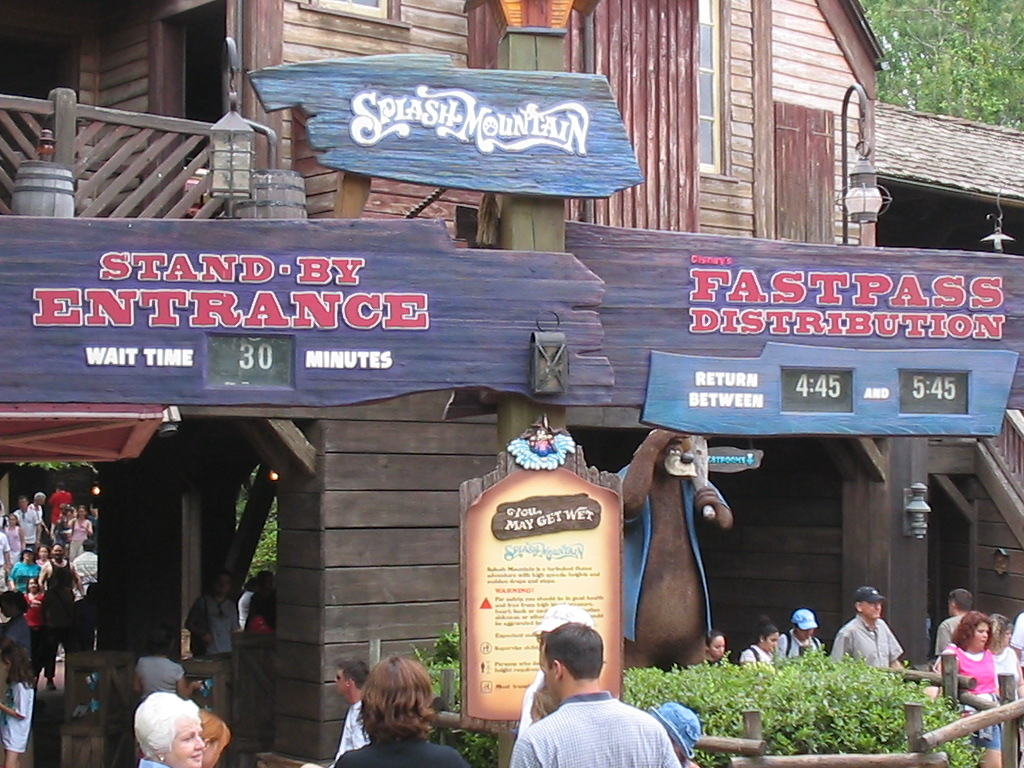
Bij veel attracties moet worden gewacht; hier wordt de wachttijd aangegeven.

Onder wachttijd wordt verstaan de tijdsduur die een persoon of groep moet wachten op een gebeurtenis, zoals een dienst, het verkrijgen van een product of de aankomst van een ander persoon. 
Soms is de wachttijd onafhankelijk van het aantal wachtenden, zoals bij het wachten op de bus (behalve als die zo vol is dat sommigen op de volgende moet wachten). Als men op een willekeurig tijdstip bij de halte komt dan is bij een gegeven aantal bussen per uur de gemiddelde wachttijd het kleinst als de tussenpoos steeds gelijk is, namelijk de helft daarvan. Bij wisselende tussenpozen is de gemiddelde wachttijd meer dan de helft van de gemiddelde tussenpoos, omdat de kans groter is om aan te komen tijdens een lange tussenpoos.
De situatie is anders als men moet wachten op z'n beurt, zoals in de wachtkamer van de dokter. Zeer in het algemeen kan de wachttijd gezien worden als het gevolg van de aankomsten (de patiënten die binnenkomen) en de bedieningen (de tijd die de dokter voor een patiënt nodig heeft). 
Afhankelijk van het type proces van aankomsten en bedieningen, zijn er verschillende modellen voor het bepalen van de verdeling van de wachttijd. Zo is de wachttijd voor het veilig oversteken van een weg afhankelijk van het aankomstproces van de voertuigen. Wanneer de verdelingsfunctie van het aankomstproces (bijvoorbeeld Poisson-verdeeld) en het bedieningsproces (bijvoorbeeld deterministisch) bekend is, kan een schatting gegeven worden van de wachttijdverdeling.